# إمبولي

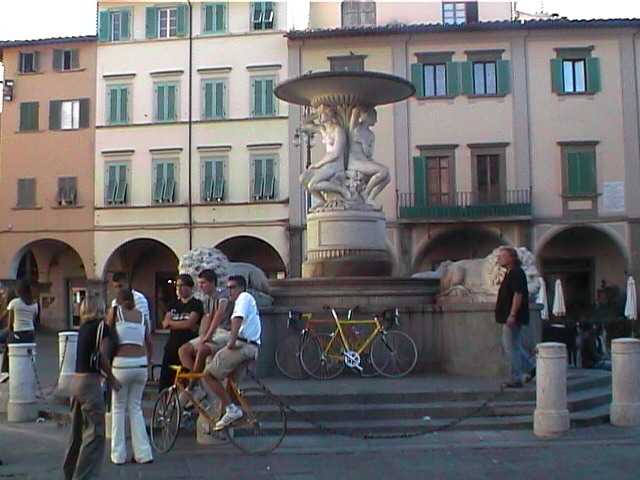
ساحة فاريناتا

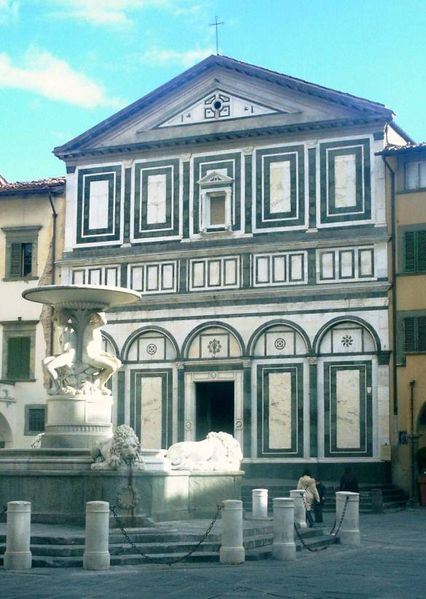
واجهة كنيسة القديس أندريا الكلية ونافورة بامبالوني - ساحة فاريناتا

إمبولي (Empoli) مدينة إيطالية يقطنها 46.444 ساكن في وسط البلاد ضمن مقاطعة فلورنسا بإقليم توسكانا.
تبعد نحو 30 كيلومترا إلى الجنوب الغربي من مدينة فلورنسا. ترتفع 30 متراً فوق مستوى سطح البحر، جنوب نهر أرنو. تقع على سهل شكله نهر أرنو. وقد استخدم السهل زراعياً منذ زمن الرومان. تصبح الأراضي البلدية جبلية انطلاقاً من النهر. إمبولي على خط السكك الحديدية الرئيسي بين فلورنسا وبيزا، ونقطة التحويل لخط يؤدي إلى سيينا.
لإمبولي تقاليد راسخة كمركز زراعي. وقد أعطت اسمها لنوع محلي من الخرشوف.

## السكان
في سنة 1861 بلغ عدد السكان 15٬795 نسمة، وتطور العدد ليصل في سنة 2011 لـ 46٬541 نسمة.
يظهر هذا المخطط البياني تطور النمو السكاني لـ إمبولي

## التاريخ
تبين من بعض الحفريات الأثرية أن وسط إمبولي تاريخي قد أُهـِل بالسكان منذ عمر الامبراطورية الأول، واستمرت كذلك حتى القرن الرابع الميلادي ؛ وهبت الفوائض الزراعية الحياة في هذه المرحلة لشكل من التجارة النهرية، رافقه في ذلك الإنتاج المحلي من الأمفورات.
كما يرجع استصلاح سهل إمبولي أيضاً إلى عهد الرومان، والذي لا يزال واضحاً في بعض تفاصيل ترتيب الطرق الزراعية والقنوات بالمنطقة.
أشارت خريطة اللوحة البويتينغرية العائدة إلى القرن الرابع الميلادي لإمبولي باسم إن بورتو حيث كانت ميناء نهري على طول طريق كوينكتيا الذي يوصل فييزولي وفلورنسا ببيزا. عند إمبولي يتقاطع طريق سالايولا القادم من فولتيرا والذي استخدم آنذاك لنقل الملح من تلك المدينة.
منذ القرن الثامن. أخذت بالعمران حول القلعة كمدينة. أصبحت جزءاً من ممتلكات كونتات آل غويدي في سنة 1119. وفي عام 1182 أصبح جزءاً من نطاق بلدية فلورنسا. عام 1260 أدى انتصار حزب الغيبلينيين في فلورنسا وتوسكانا بفضل معركة مونتابيرتي إلى مؤتمر إمبولي الشهير الذي عارض فيه فاريناتا ديلي أوبيرتي تدمير فلورنسا وتشتيت شعبها في سهل إمبولي.
صارت إمبولي حصناً مهماً، ونـُهبت مراراً وتكراراً. في عام 1530 نـُهبت من قِـبل القوات الإمبراطورية، تبعت عملياً مصير الجمهورية الفلورنسية.